# Donavan Grondin
Donavan Vincent Grondin (* 26. September 2000 in Saint-Pierre, Réunion) ist ein französischer Radsportler, der auf Bahn und Straße aktiv ist.

## Sportliche Laufbahn
Donavan Grondin wurde auf Réunion geboren, wo er auch aufwuchs. 2015 kam er erstmals in den europäischen Teil Frankreichs und wurde auf Anhieb im Alter von 15 Jahren französischer Jugend-Meister im Straßenrennen. Drei Jahre später errang er beim Junioren-Weltmeisterschaften auf der Bahn den Weltmeistertitel im Omnium, in der Mannschaftsverfolgung gewann er Silber. Zudem wurde er französischer Straßenmeister der Junioren. Bei den U23-Bahneuropameisterschaften belegte er im Omnium und mit Zweier-Mannschaftsfahren (mit Thomas Denis) jeweils Platz zwei. Zudem holte er im selben Jahr bei den französischen Bahnmeisterschaften seine ersten Titel in der Elite. Gemeinsam mit Benjamin Thomas gewann er das Zweier-Mannschaftsfahren beim Lauf des Bahnrad-Weltcups 2019/20 in Glasgow.
2021 errang Grondin bei den Olympischen Spielen in Tokio mit Benjamin Thomas im Zweier-Mannschaftsfahren die Bronzemedaille, und bei den Bahnweltmeisterschaften im selben Jahr wurde er Weltmeister im Scratch.
Im Straßenradsport erhielt Grondin 2020 beim Team Arkéa-Samsic seinen ersten Vertrag bei einem UCI ProTeam. Beim Giro d’Italia 2024 gab er sein Grand-Tour-Debüt und beendete diesen auf dem 119. Gesamtrang.

## Erfolge

### Bahn
2017
- Französischer Juniorenmeister – Zweier-Mannschaftsfahren (mit Florian Hoarau)

2018
- Junioren-Weltmeister – Omnium
- Junioren-Weltmeisterschaft – Mannschaftsverfolgung (mit Nicolas Hamon, Kévin Vauquelin und Florian Pardon)

2019
- U23-Europameisterschaft – Omnium, Zweier-Mannschaftsfahren (mit Thomas Denis)
- Weltcup in Glasgow – Zweier-Mannschaftsfahren (mit Benjamin Thomas)
- Französischer Meister – Omnium, Zweier-Mannschaftsfahren (mit Florian Maitre), Mannschaftsverfolgung (mit Thomas Denis, Valentin Tabellion, Florian Maitre und Louis Pijourlet)

2021
- Olympische Spiele – Zweier-Mannschaftsfahren (mit Benjamin Thomas)
- Weltmeister – Scratch

2022
- Europameister – Omnium
- Europameisterschaft – Zweier-Mannschaftsfahren (mit Thomas Boudat)
- Weltmeister – Zweier-Mannschaftsfahren (mit Benjamin Thomas)

2023
- Europameisterschaft – Punktefahren, Scratch, Zweier-Mannschaftsfahren (mit Benjamin Thomas)
- Nations Cup in Milton – Omnium

2024
- Europameisterschaft – Zweier-Mannschaftsfahren (mit Thomas Boudat)

### Straße
2015
- Französischer Jugend-Meister – Straßenrennen

2018
- Französischer Junioren-Meister – Straßenrennen

## Grand Tour-Platzierungen
| Grand Tour            | 2024 |
| --------------------- | ---- |
| Giro d’ItaliaGiro     | 119  |
| Tour de FranceTour    | –    |
| Vuelta a EspañaVuelta | –    |